# Santa Maria dels Masos
Santa Maria del Mar o Santa Maria dels Masos, antigament Santa Maria del Càrcer, és una ermita al municipi de Torroella de Montgrí (Baix Empordà). Està adossada a un mas inclòs actualment a l'interior de les instal·lacions d'un càmping en un planell a la falda sud del Torre Moratxa i el Tossal Gros. Sembla que el topònim “Càrcer” prové de l'arrel celta /kar/ o /ker/ que significa muntanya o cim. Així Càrcer indica la presència de dos cims destacats propers com són la Torre Moratxa (220 msnm) i la Rocamaura (225 msnm).
Es troba documentada des del segle IX com pertanyent al monestir de Sant Medir, precedent de Santa Maria d'Amer. L'antic cenobi era denominat Santa Maria de Càrcer. L'edifici actual data probablement dels segles XVI-XVII. És una obra inclosa en l'Inventari del Patrimoni Arquitectònic de Catalunya.

## Descripció
Situada en un turó proper a la carretera de Torroella a l'Estartit i adossada a un mas, és un petit edifici d'una nau amb volta de canó, capçalera carrada i coberta a dues vessants, amb el carener paral·lel als murs laterals. La façana d'accés té una porta rectangular emmarcada en pedra i una finestra de la mateixa tipologia. Al capcer hi ha un campanar de cadireta que té una obertura d'arc de mig punt.

## Història
S'ha apuntat la idea que el lloc que ocupa ara aquesta ermita ja era usat en època romana on hi hauria hagut una vila romana de tipus rústic pels fragments ceràmics que s'hi han trobat. En aquestes prospeccions dutes a terme a la dècada del 1960 s'hi descobriren diverses restes significatives com un paviment en opus signinum, una peça de plom troncocònica - possiblement un ponderal o un ormeig de pesca, que Badia i Homs planteja la hipòtesi de la presència d'una possible instal·lació portuària -, i restes de ceràmiques diverses que per la seva tipologia, Badia situa l'ocupació a l'entorn dels segles I o II aC fins al segle VII o principis del V. Després d'aquest període sembla que l'espai restà deshabitat degut a l'absència de materials arqueològics o documentals, però Badia i Homs no descarta una possible continuïtat entre l'etapa de l'antiguitat tardana i l'època carolíngia i la presència d'un culte paleocristià.
En l'època carolíngia s'hi bastí un temple del qual, segons Marquès, només en restaria un absis rectangular, típic d'aquest període, integrat en l'edifici actual. Tanmateix Badia i Homs no és de la mateixa opinió. Antigament anomenat Santa Maria de Càrcer fou una cel·la monàstica depenent del monestir d'Amer (~833), posteriorment s'hi construí una església dedicada a Sant Pere (documentat al 899) i més tard documentada l'advocació a Santa Maria (document del 1187) En època altmedieval el lloc era una possessió preuada donats els plets i confirmacions que s'esdevenen entorn el lloc del Càrcer.
En època contemporània (1828) s'esmenten a més la devoció a Sant Josep i Sant Isidre, a més de l'altar dedicat a Santa Maria. El 1840 degut a les desamortitzacions el lloc fou expropiat de la possessió d'Amer, passa a mans privades, essent-ne els propietaris la família Mascort, malgrat que el 1979 hi hagué un litigi per la propietat de l'ermita, que el Bisbat de Girona havia inscrit en el registre de la propietat al seu favor, i que el Tribunal Suprem va donar la raó a la família Mascort. Això motivà que es deixessin de celebrar actes litúrgics a l'ermita.
Des de principis del segle xx, pels volts del 8 de setembre, s'hi celebra la Festa dels Masos de Torroella de Montgrí i l'Estartit, amb missa, normalment oficiada pel rector de la parròquia de l'Estartit, on es cantaven els goigs en honor de santa Maria patrona dels masos, i també de sant Galderic, seguida d'un concert i ballada de sardanes a la plaça davant de l'ermita. Des del 1979 fins al 2005 la missa es va traslladar a l'església de Santa Anna de l'Estartit.